# Ingham

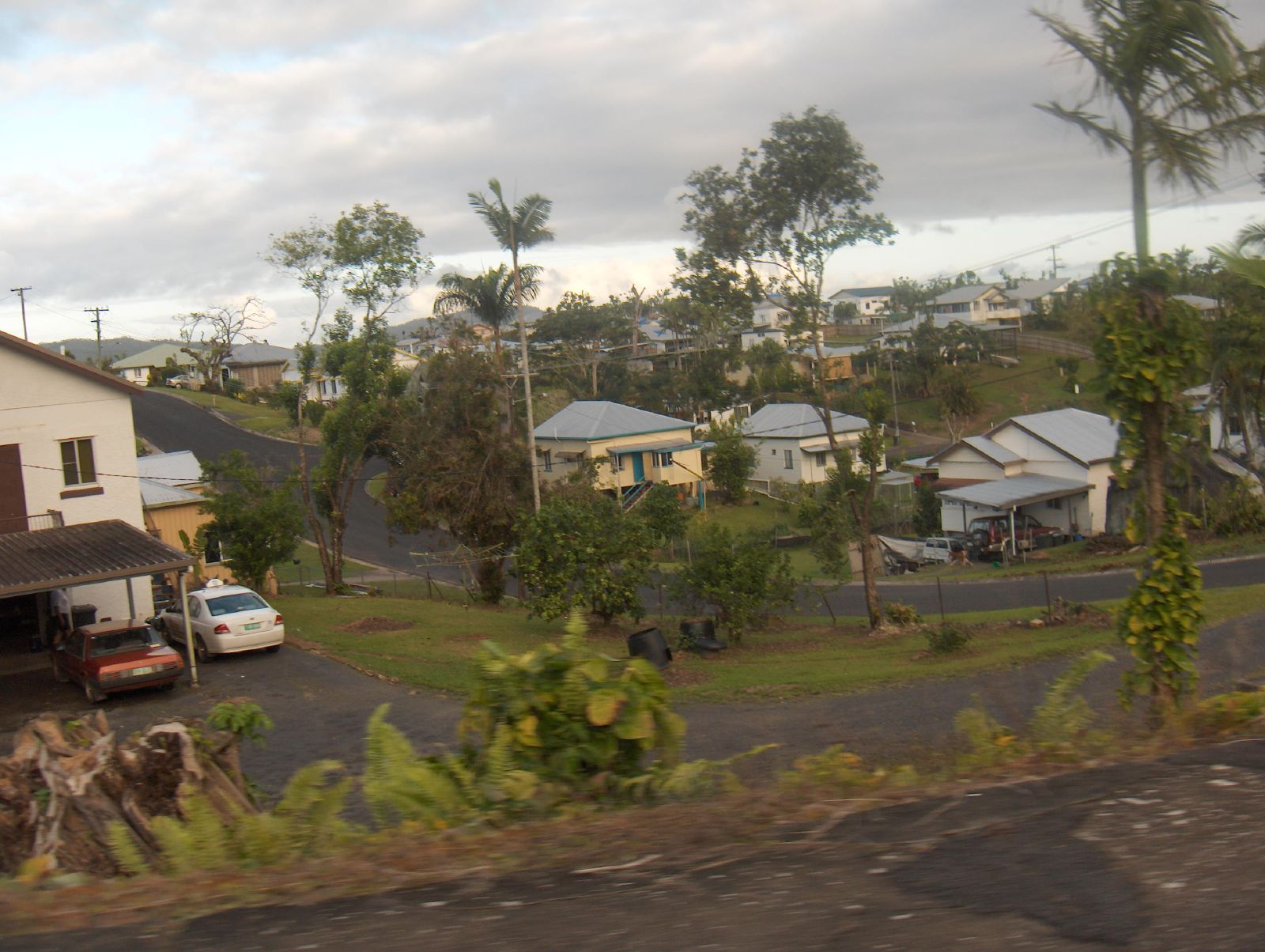
Ingham

Ingham é uma cidade localizada na região norte do estado de Queensland, Austrália. Está situada a proximadamente 110 km ao norte da cidade de Townsville e aproximadamente a 60 km ao norte de Thuringowa.
Ingham é o centro administrativo do conselho do Condado de Hinchinbrook.